# Шенефельд (Пиннеберг)
Шенефельд (нем. Schenefeld) — город в Германии, в земле Шлезвиг-Гольштейн.
Входит в состав района Пиннеберг. Население составляет 18 506 человек (на 31 декабря 2010 года). Занимает площадь 9,99 км². Официальный код — 01 0 56 044.
Вблизи города расположена экспериментальная площадка проекта «Европейский рентгеновский лазер на свободных электронах» (XFEL).